# Turistická značená trasa 7203
 Turistická značená trasa 7203 je 1 km dlouhá žlutě značená trasa Klubu českých turistů v okrese Trutnov spojující Medvědí boudu a Brádlerovy boudy. Její převažující směr je severní. Trasa se nachází na území Krkonošského národního parku.

## Průběh trasy
Turistická trasa má svůj počátek u Medvědí boudy na rozcestí se zeleně značenou trasou 4201 z Dívčích lávek na Voseckou boudu a zde výchozí modře značenou trasou 1882 na Špindlerovu boudu. Trasa 7203 stoupá po asfaltové komunikaci jihovýchodním svahem Velkého Šišáku přes lesní úsek na sousední luční enklávu Brádlerovy Boudy, kde u Brádlerovy boudy končí na rozcestí s modře značenou trasou 1802 z Martinovy boudy na Petrovu boudu.